# Seweryn Kaczmarek
Seweryn Kaczmarek (ur. 16 grudnia 1947 w Oleśnicy) – polski polityk, inżynier, poseł na Sejm III kadencji, główny inspektor transportu drogowego w latach 2001–2007.

## Życiorys
W 1974 wstąpił do Polskiej Zjednoczonej Partii Robotniczej. W 1981 ukończył studia na Wydziale Inżynierii Lądowej Politechniki Warszawskiej. Pracował w Polskich Kolejach Państwowych, był m.in. zastępcą naczelnika oddziału drogowego w Ostrowie Wielkopolskim. W latach 1990–1997 kierował strukturami Socjaldemokracji Rzeczypospolitej Polskiej w województwie kaliskim. Pełnił funkcję posła na Sejm III kadencji wybranego z listy Sojuszu Lewicy Demokratycznej. W latach 2001–2007 zajmował stanowisko głównego inspektora transportu drogowego. W przedterminowych wyborach parlamentarnych w 2007 bez powodzenia kandydował z listy koalicji Lewica i Demokraci. W listopadzie 2012 został radnym sejmiku wielkopolskiego z ramienia SLD, zastępując na tym stanowisku zmarłego we wrześniu tego samego roku Kazimierza Kościelnego. W 2014 nie uzyskał reelekcji.
Odznaczony Krzyżem Kawalerskim Orderu Odrodzenia Polski, Srebrnym i Brązowym Krzyżem Zasługi oraz kilkunastoma odznaczeniami resortowymi.